# Ð̣
Cette page contient des caractères spéciaux ou non latins. S’ils s’affichent mal (▯, ?, etc.), consultez la page d’aide Unicode.
Ð̣ (minuscule : ð̣), appelé ed point souscrit ou eth point souscrit, est un graphème utilisé dans la translittération ou transcription des langues sémitiques et dans certaines écritures manuscrites médiévales. Il s’agit de la lettre eth diacritée d’un point souscrit.

## Utilisation
Dans la translittération ou transcription des langues sémitiques, l’ed point souscrit ‹ ð̣ › peut être utilisé pour représenter une consonne fricative dentale voisée emphatique (ou pharyngalisé) [ðˤ] (aussi parfois transcrite avec d macron souscrit et point souscrit ‹ ḏ̣ › ou d barré point souscrit ‹ đ̣ ›).

## Représentations informatiques
L’ed point souscrit peut être représenté avec les caractères Unicode suivants :
- décomposé (latin de base, diacritiques) :

| formes    | représentations | chaînes de caractères | points de code | descriptions                                          |
| --------- | --------------- | --------------------- | -------------- | ----------------------------------------------------- |
| majuscule | Ð̣               | Ð◌̣                    | U+00D0 U+0323  | lettre majuscule latine ed diacritique point souscrit |
| minuscule | ð̣               | ð◌̣                    | U+00F0 U+0323  | lettre minuscule latine ed diacritique point souscrit |